# Strage di Villarbasse
La strage di Villarbasse del 20 novembre 1945 è stata uno dei più efferati crimini dell'immediato dopoguerra e, al contempo, un evento simbolo nella storia del diritto penale italiano in quanto ultimo reato comune punito applicando la pena di morte.
Venne commessa durante una rapina in una cascina di Villarbasse (in provincia di Torino), dove dieci persone vennero massacrate a bastonate e gettate ancora vive in una cisterna. Gli autori della strage furono quattro siciliani originari di Mezzojuso; uno di loro venne ucciso in un regolamento di conti fra mafiosi in Sicilia prima della cattura.
L'evento è considerato di particolare rilevanza nella storia del diritto penale italiano in quanto la pena di morte sarebbe stata abrogata poco dopo con la promulgazione della Costituzione repubblicana, entrata in vigore il 1º gennaio 1948, e con le conseguenti modifiche del codice penale italiano. La decisione di abrogare la pena di morte, all'epoca dell'esecuzione di questa ultima fucilazione delle Basse di Stura (4 marzo 1947), era in realtà già stata presa e, dopo un'altra esecuzione avvenuta il giorno successivo ma decisa già nel maggio 1946, per tutto il resto del 1947 non ne venne eseguita nessun'altra, in attesa della sua abolizione formale; ciò nonostante, la particolare efferatezza del delitto, che vide il massacro di dieci cittadini inermi, sollevò l'indignazione dell'opinione pubblica e spinse De Nicola a rifiutare la grazia, rendendo la strage di Villarbasse l'ultimo reato per cui sia stata applicata la pena di morte in Italia.

## Storia
Il 20 novembre 1945 il proprietario della cascina Simonetto, posta sulla collina tra Villarbasse e Reano in provincia di Torino, l'avvocato Massimo Gianoli (nato a Ghemme il 1º novembre 1880), di sessantacinque anni, dirigente dell'Agip Piemonte fino al 1940, stava cenando nella casa padronale acquistata nel 1920, servito dalla domestica Teresa Delfino. A fianco nella casa dell'affittuario Antonio Ferrero si festeggiava la nascita di una nipotina e, oltre all'affittuario, erano presenti sua moglie Anna, il genero Renato Morra, le domestiche Rosa Martinoli e Fiorina Maffiotto, più un bimbo di due anni e il nuovo lavorante Marcello Gastaldi.
Quattro uomini – Francesco La Barbera, Giovanni Puleo, Giovanni D'Ignoti e Pietro Lala (all'epoca degli eventi si celava dietro la falsa identità di Francesco Saporito e aveva lavorato per alcuni mesi nella cascina) – alle otto di sera fecero irruzione nel casale, sequestrando tutti i presenti per compiere una rapina in quanto sapevano che l'avvocato teneva in casa ingenti somme di denaro; poi però a uno dei rapinatori (il basista) cadde improvvisamente per terra la maschera che ne celava il volto. Una delle donne sequestrate ebbe un sussulto e riconobbe in lui l'uomo che, fino a pochi giorni prima, aveva lavorato con loro nella cascina come garzone. I rapinatori, ormai scoperti, decisero allora di uccidere tutti i possibili testimoni e portarono le vittime, a una a una, in cantina e le colpirono con un bastone, gettandole poi in una cisterna per la raccolta dell'acqua piovana che si trovava nell'aia. L'unico a tentare una difesa fu Renato Morra, ex capo partigiano, che riuscì a ferire al volto La Barbera con il filo di ferro col quale gli erano state legate le mani. Vennero uccisi nello stesso modo anche i mariti delle due domestiche, Gregorio Doleatto e Domenico Rosso, che erano venuti in seguito alla cascina alla ricerca delle mogli. Solo il bambino fu risparmiato, in quanto non avrebbe potuto riconoscere nessuno dei criminali.
I rapinatori salirono di nuovo in casa e rubarono 200 000 lire, un paio d'orecchini d'oro e altri oggetti di scarso valore (quattro salami, tre paia di calze, dieci fazzoletti). Giovanni D'Ignoti continuò la vita di tutti i giorni a Torino mentre Puleo, La Barbera e Lala tornarono in Sicilia, a Mezzojuso, dove quest'ultimo fu ucciso in un regolamento di conti fra mafiosi.

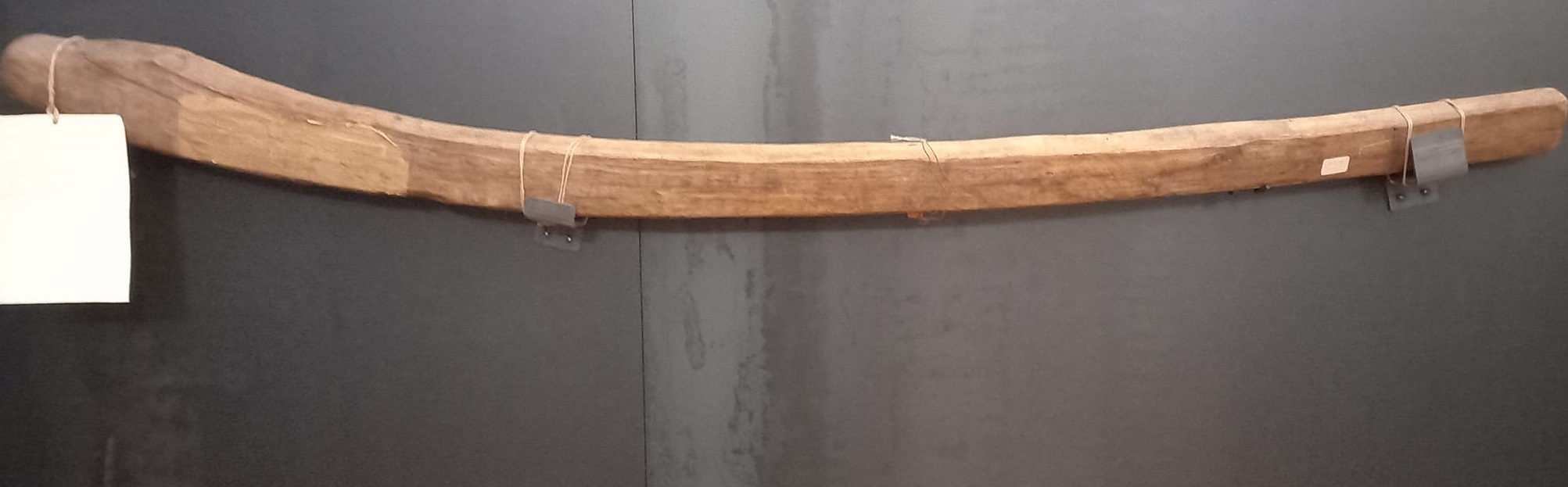
La stanga usata dai rapinatori per stordire le dieci vittime prima di gettarle nella cisterna attualmente conservata al Museo Lombroso di Torino

## Indagini e processo
Dopo otto giorni di ricerche, durante i quali, in un primo momento, si pensò a un rapimento di massa delle persone scomparse, il 28 novembre il giovane mugnaio Enrico Coletto si calò all'interno della cisterna e rinvenne i dieci cadaveri. In una vigna della cascina fu ritrovata una giacca sporca di sangue buttata per terra con un'etichetta su cui c'era scritto "Caltanissetta": questo piccolo ma fondamentale indizio indicava che almeno uno dei banditi era siciliano. Dopo quattro mesi di indagini e dopo una serie di arresti ingiustificati, tra cui il fratello di Renato Morra e un siciliano che aveva fatto il partigiano vicino a Villarbasse e che proprio la sera della strage aveva salvato da un incendio la casa di un vicino a Caltanissetta, i carabinieri guidati dal giovane sottotenente Armando Losco risalirono al D'Ignoti, grazie a un frammento della tessera annonaria che il bandito aveva parzialmente bruciato in una soffitta da lui affittata in via Rombò a Rivoli. Con uno stratagemma (gli fecero credere di essere l'ultimo arrestato invece che il primo) lo indussero a fare i nomi dei complici. Questi, una volta arrestati, confessarono.
Il giornalista Gian Franco Venè ricorda l'episodio nel libro Vola Colomba:
Trasferiti a Le Nuove — carcere del capoluogo piemontese — dopo un'iniziale detenzione a Venaria Reale, furono condannati alla pena capitale dal processo svoltosi il 5 luglio 1946: il 29 novembre successivo la Cassazione respinse il ricorso, con la grazia negata poi da Enrico De Nicola (capo provvisorio dello Stato).
Alle 7:45 del 4 marzo 1947 i tre furono accompagnati dal cappellano del carcere padre Ruggero Cipolla (1911-2006) al poligono di tiro delle Basse di Stura a Torino. Poco prima dell'esecuzione della condanna, La Barbera e Puleo gridarono frasi inneggianti ad Andrea Finocchiaro Aprile e all'indipendentismo siciliano.
Vennero quindi eseguite, da un plotone di esecuzione formato da poliziotti della città, le ultime condanne a morte irrogate in Italia. All'esecuzione assistettero anche alcuni giornalisti, tra i quali Giorgio Bocca che descrisse l'episodio su la Repubblica in coincidenza del 60º anniversario.

## Vittime
- Massimo Gianoli, avvocato, 65 anni
- Antonio Ferrero, affittuario, 51 anni
- Anna Varetto, moglie di Ferrero, 45 anni
- Renato Morra, genero dei Ferrero, 24 anni
- Marcello Gastaldi, bracciante, 45 anni
- Teresa Delfino, domestica, 61 anni
- Rosa Martinoli, domestica, 65 anni
- Fiorina Maffiotto, domestica, 32 anni
- Gregorio Doleatto, marito di Fiorina Marfiotto
- Domenico Rosso, marito di Rosa Martinoli